# Павло Мадяр
Павло Мадяр (хресне ім'я Петро; 21 лютого 1923, Білки — 28 листопада 1996, Малий Березний) — український церковний діяч, греко-католицький ієромонах-василіянин, душпастир підпільної Греко-католицької церкви на Закарпатті, письменник.

## Життєпис
Петро Мадяр народився 21 лютого 1923 року в селі Білки, нині Хустського району, Закарпатської області в сім'ї Івана Мадяра і Магдалини з дому Фірцак. У сім'ї було шестеро дітей: найстарший і єдиний хлопець Петро і п'ятеро дівчат. Початкову і середню школу закінчив у Білках, а потім навчався в гімназіях у Берегові (1939—1940), Хусті (1940—1943) і в Мукачеві (1943—1944). 14 липня 1944 року вступив до Василіянського Чину, відбув новіціят в Імстичівському монастирі, де 7 квітня 1946 року склав перші чернечі обіти. Закінчив філософські і богословські студії під проводом тодішнього протоігумена василіян на Закарпатті о. Антонія Мондика і 17 травня 1957 року склав вічні обіти. 20 травня 1957 року був висвячений у Львові на священника єпископом Миколаєм Чарнецьким.
Працював у колгоспі та робітником при дорогах, перебував у своїх батьків, тож мав можливість підпільно розвинути широку душпастирську діяльність. Полем його праці в період підпілля Греко-Католицької Церкви було ціле Закарпаття. За ревність, мужність та невтомність у служінні о. Павла називали «Апостолом Закарпаття». Виїжджав навіть до Галичини, щоб і надалі підтримувати зв'язки з тамтешніми василіянами. Важка фізична і нічна душпастирська праця виснажила о. Павла, який захворів на легені. Після операції залишився з одною легенею.
Коли була легалізована Греко-католицька церква на Закарпатті й Василіянський Чин, о. Павло Мадяр у 1990 році став протоігуменом Провінції Святого Миколая ЧСВВ. Однак через брак достатньої кількості ченців і організаційні труднощі, вже у 1992 році, монастирі Провінції було підпорядковано Протоігумену Провінції Найсвятішого Спасителя в Україні. Коли в 1994 році у Малоберезнянському монастирі було відкрито новіціят, вищі настоятелі призначили о. Павла магістром новиків.
Отець Павло Мадяр помер 28 листопада 1996 року в Малоберезнянському монастирі, похований на монастирському цвинтарі.
У період заборони Греко-католицької церкви о. Павло Мадяр займався підпільною видавничою діяльністю: видавав молитовники, брошури та книжки релігійного змісту. Після легалізації Церкви часто друкувався у василіянському часописі «Місіонар».